# آن نايت
آن نايت (بالإنجليزية: Anne Knight)‏، (2 نوفمبر 1786 - 4 نوفمبر 1862) كانت مُصلحة اجتماعية إنجليزية، مؤيدة للقضاء على العبودية ورائدة في الحركة النسائية. حضرت اتفاقية مكافحة العبودية لعام 1840، حيث أصبحت الحاجة إلى تحسين حقوق المرأة واضحة. وفي عام 1847 يُعتقد أن آن نايت هي السبب في نشر أول نشرة عن حق المرأة في التصويت وشكلت أول منظمة لحقوق المرأة في المملكة المتحدة في شفيلد في عام 1851.

## الخلفية العائلية
وُلدت آن نايت في تشيلمسفورد في عام 1786، وهي ابنة وليام نايت (1756-1814)، وهو بقال في تشيلمسفورد، وزوجته بريسيلا ألين (1753-1829). كانت عائلة والديها أعضاء في جمعية الأصدقاء الدينية أو الكويكرز، وقام العديد من أفرادها بالأنشطة المختلفة مثل حركة الامتناع عن الكحول ومكافحة العبودية.

## الجهود المبكرة والإحباطات
في عام 1825 كانت عضوًا في جمعية تشيلمسفورد النسائية لمكافحة العبودية عندما قامت بجولة في أوروبا مع مجموعة من الكويكرز. كانت الجولة لمشاهدة معالم المدينة ولكن أخذت الأمور منعطفًا جيدًا أيضًا. استطاعت نايت التحدث باللغتين الفرنسية والألمانية.
عملت نايت مع غيرها من رواد مكافحة العبودية مثل، توماس كلاركسون وإليزابيث بيس وجوزيف ستورج. 
عندما مُنعت النساء من المشاركة في المؤتمر العالمي لمكافحة العبودية في لندن عام 1840، كانت نايت غاضبة، وبدأت في حملة من أجل حقوق المرأة. تم ضم عدد قليل من النساء في لوحة الاتفاقية مع نايت وهم، إليزابيث بيس، أميليا أوبي، البارونة بايرون، ماري آن راوسون، السيدة جون بومونت، إليزابيث تريدغولد، زوجة ابن توماس كلاركسون وابنة الأخت ماري ولوكريتيا موت.
في عام 1847  نشرت نايت ما يُعتبر أول نشرة عن حق المرأة في التصويت. أثبتت الجهود التي بذلتها لتوضيح أهمية حق المرأة في التصويت على قادة الإصلاح مثل هنري بروغهام وريتشارد كوبدن أنها قليلة الفائدة، كذلك مع قيادة الخارطة.
وصفت نايت من قبل لوكريتيا موت في أربعينيات القرن التاسع عشر بأنها امرأة فريدة المظهر، لطيفة ومهذبة للغاية.

## الانتقال إلى فرنسا
انتقلت إلى فرنسا في عام 1846 وشاركت في ثورة عام 1848، وحضرت مؤتمر السلام الدولي في باريس في عام 1849. مع جين دروين تحدت حظر النساء من النوادي السياسية وقامت بنشر الأشياء النسوية. وفي عام 1851، عملت مع آن كنت لتشكيل جمعية شفيلد للسيدات، وهي أول منظمة بريطانية تطالب بحق المرأة في التصويت. 

## الموت والاحتفالات
آن نايت لم تتزوج قط. توفيت في فالديرسباخ، بالقرب من ستراشبورغ، فرنسا، في 4 نوفمبر 1862، في منزل حفيد جان فريديريك أوبرلين (1740-1820)، المحسن المحب للخير الذي كانت تحترم عمله.
سميت إحدى القرى، نايتسفيل في جامايكا، نسبة إليها أو من الممكن إلى شقيقتها الأصغر ماريا (1791-1870)، والتي زارت جزر الهند الغربية في منتصف عام 1810 مع جون كاندلر (1787-1869).
سميت بعض أماكن سكن الطلاب الجدد بجامعة إسكس، بمنزل آن نايت، تيمنا باسمها، والذي افتتح في يناير 2005 من قبل جمعية كولشستر كويكر للإسكان، وهو نزل للشباب. وهو مبنى من الدرجة الثانية مقابل لمحطة السكة الحديد في تشيلمسفورد، محل ولادتها، والذي كان يستخدم كمقر اجتماع للكواكرز من عام 1823 حتى الخمسينيات، شكلت جزءًا من الحرم المركزي لجامعة أنجليا روسكين حتى تم نقله في عام 2008. وكان المبنى بعد ذلك شاغرًا حتى عام 2015 عندما تم استخدامه لفترة قصيرة من الزمن كمشروع ثقافي قبل أن يتم تحويله إلى مطعم.